# ليونارد رايت كولبي
ليونارد رايت كولبي (بالإنجليزية: Leonard Wright Colby)‏ هو قاضي وسياسي أمريكي، ولد في 5 أغسطس 1846، وتوفي في 18 نوفمبر 1924.